# Pterois russelii
Pterois russelii è un pesce d'acqua salata appartenente alla famiglia Scorpaenidae.

## Distribuzione e habitat
Questa specie è diffusa nell'Indo-Pacifico: dal Golfo Persico e dalle coste africane orientali fino alle coste dell'Australia occidentale. Abita fondali fangosi e barriere coralline.

## Descrizione
La forma è tipica del genere Pterois: testa relativamente piccola e appuntita, con lunghe escrescenze carnose sopra gli occhi sporgenti e ai lati della bocca. Profilo dorsale arcuato, ventre meno pronunciato. Il corpo si restringe verso il peduncolo caudale, che precede una coda piuttosto larga, tondeggiante.

I primi 12-13 raggi della pinna dorsale e di quella anale, molto allungati, sono in realtà aculei veleniferi, ben eretti dal pesce quando è in situazione di pericolo. I raggi allungati delle pinne pettorali sono aculei pieni, non velenosi.

La livrea è interessante: il colore di fondo è un rosa più o meno carico, attraversato orizzontalmente da larcghe fasce e linee sottili brune. Le pinne, la coda e le parti terminali della dorsale e dell'anale presentano raggi rossastri e screziature brune, verdi e rossastre.

Raggiunge una lunghezza massima di 30 cm.

## Puntura velenosa
Come tutte le altre specie del genere Pterois, anche P. russelii possiede aculei velenosi sulla pinna dorsale e sulle pettorali.

Il primo e più importante trattamento dopo un'accidentale puntura è l'immersione della parte colpita in acqua calda (circa 45 °C), perché riduce il dolore inattivando la tossina, che è termolabile.

## Acquariofilia
Nonostante la pericolosità e la puntura dolorosa, questa specie è piuttosto ambita dagli acquariofili specializzati in acquari marini, anche se meno diffusa di Pterois volitans.